# Dřevěný hřebík
Dřevěný hřebík je o základní truhlářský spoj. Velkou výhodou dřevěných hřebíků, na rozdíl od kovových, je jejich měkkost. Při namáhání spoje nedojde k „vykotlání dřeva“ okolo hřebíku a tím ke ztrátě pevnosti spoje.

## Využití dřevěných hřebíků

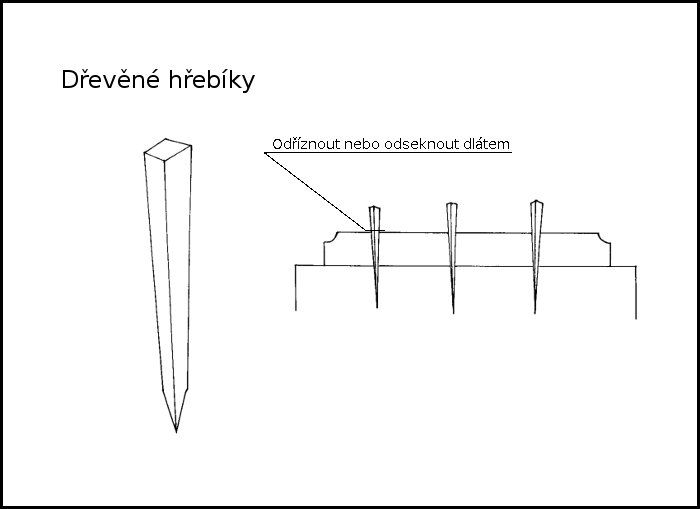
Truhlářské spoje - dřevěné hřebíky

Dřevěné hřebíky se nejčastěji využívají ke spojům nábytkových korpusů, přibíjení lišt, prken na rám, zad na korpus, přibíjení prken na svlak „natupo bez rybiny“ a podobně. Oproti tomu na přibíjení podlahových prken se většinou používaly hřebíky kované.

### Použití
Princip dřevěných hřebíků je následující: spojované díly se nejprve slepí a pak se oba najednou provrtají nebozezem. Do otvorů se zatlučou připravené dřevěné hřebíky čtvercového nebo kosočtvercového průřezu, potřené lepidlem. Přečnívající konce se odříznou a zahoblují nebo zaseknou dlátem. Také je možné hřebíky zaříznout o něco výše a přečnívající část dlátem vytvarovat do ozdobné hlavičky. V případě potřeby (například renovace) se dají hřebíky snadno odvrtat a nahradit.
Dřevěné hřebíky se dělaly z polotvrdých dřev (topol, javor, jilm…), ale nebylo neobvyklé, že byly ze stejného dřeva jako celý výrobek.